# سیارک ۱۷۵۰۲
سیارک ۱۷۵۰۲ (به انگلیسی: 17502 Manabeseiji، نامگذاری:1992FD1) هفده هزار و پانصد و دومین سیارک کشف شده‌است که در ۲۳ مارس ۱۹۹۲ کشف شد.
قدر مطلق سیارک برابر ۱۱.۷ است.